# Glorinha
Glorinha egy község (município) Brazíliában, Rio Grande do Sul államban, Porto Alegre metropolisz-övezetében (Região Metropolitana de Porto Alegre, RMPA). 2021-ben becsült népessége 8304 fő volt.

## Története
Gravataí (korai nevén Nossa Senhora dos Anjos) területén alakult, annak az úgynevezett Passo Grande részén. A 19. század közepére egy kis falu jött létre mintegy 50 házzal, portugál telepesekkel, és hamarosan kápolna és iskola is létesült. 1888-ban Gravataí kerületévé nyilvánították. A portugálok mellett németek, olaszok és feketék is letelepedtek. A település gazdasága a manióka termesztésére és szarvasmarha tenyésztésére összpontosult. A fejlődést elősegítette az itt húzódó országút, amely Porto Alegret kötötte össze az állam északi tengerpartjával; kezdetben a hajcsárok, később a tengerre utazó üdülők haladtak át itt.
1906-ban átépítették a kápolnát, a hely pedig idővel felvette a Glória, majd Glorinha nevet. A németek fokozatosan kiszélesítették tevékenységeiket, malmokat, lepárlókat, nyereg- és cipőgyártó manufaktúrákat, kovácsműhelyeket hoztak létre, továbbá javítottak a mezőgazdasági módszereken. 1932-ben egyházközség alakult. 1936-ban burkolták az országutat. Az 1960-as évektől kezdve Glorinha az állam legfontosabb tejtermelő helyévé vált. Az 1970-es években hanyatlani kezdett, mivel a BR-290 autóút megépülése folytán a Glorinhán áthaladó forgalom jelentősen csökkent, Gravataí növekedése és városiasodása pedig a vidéki kerületek elhanyagolását vonta maga után. A lakosok a függetlenedésben látták a további fejlődés zálogát, így 1988-ban szavazást tartottak és 1989-ben Glorinha önálló községgé alakult.

## Leírása
Székhelye Glorinha, további kerületei nincsenek. Nevezik „a főváros, a hegyek és a tenger közötti paradicsomnak” is (Um Paraíso Entre a Capital, a Serra e o Mar); közel egyforma távolságra van az állami székhelytől (Porto Alegre), a neves hegyi üdülőktől (például Gramado, Canela) és a felkapott óceánparti fürdőhelyektől (például Tramandaí, Capão da Canoa).